# ماغنيس أكليوش
ماغنيس أكليوش (مواليد 25 فبراير 2002) هو لاعب كرة قدم جزائري فرنسي يلعب في مركز خط الوسط المهاجم في نادي موناكو.

## روابط خارجية
- ماغنيس أكليوش على موقع الاتحاد الأوربي (الإنجليزية)
- ماغنيس أكليوش على موقع قاعدة بيانات كرة القدم.إي يو (الإنجليزية)
- ماغنيس أكليوش على موقع ليكيب (الفرنسية)
- ماغنيس أكليوش على موقع Soccerway.com (الإنجليزية)
- ماغنيس أكليوش على موقع اللجنة الأولمبية الدولية (الإنجليزية)